# Brunów (Polkowice)
Pour les articles homonymes, voir Brunów (Lwówek Śląski) et Brunow (homonymie).
Brunów est une localité polonaise de la gmina de Chocianów, située dans le powiat de Polkowice en voïvodie de Basse-Silésie.